# Wormaldia bulgarica
Wormaldia bulgarica är en nattsländeart som beskrevs av Gottfried Novak 1971. Wormaldia bulgarica ingår i släktet Wormaldia och familjen stengömmenattsländor. Inga underarter finns listade i Catalogue of Life.